# Börner (Unterlagensorte)
Börner ist eine von Carl Julius Bernhard Börner gezüchtete Rebenunterlage zur biotechnischen Bekämpfung der Wurzelreblaus besonders auf mit der Reblaus verseuchten Böden. Sie ist die erste reblausresistente Unterlagensorte.

## Abstammung
Bei der Sorte Börner handelt es sich um eine Kreuzung durch Carl Julius Bernhard Börner aus Deutschland von Vitis riparia 183 Gm mit Vitis cinerea.
1943 wurde der Sämling Naumburg Na 5153-54 zusammen mit weiteren 145 Abkömmlingen der Kreuzung in den Bodenprüfgärten Zell der Landes-Lehr- und -Forschungsanstalt für Landwirtschaft, Weinbau und Gartenbau (LLFA Neustadt/Weinstraße) in der Pfalz gepflanzt. Erst nach Ende des Zweiten Weltkrieges wurde die Population von Becker und Brückbauer selektiert und die besten Typen weiter geprüft und vermehrt. Helmut Becker setzte die Prüfungen 1964 an der Forschungsanstalt Geisenheim fort. Nach umfangreichen Versuchen in verschiedenen Weinbaugebieten wurde die erste reblausresistente Unterlagssorte zu Ehren des Züchters unter dem Namen Börner im Jahre 1982 zum Sortenschutz angemeldet. Seit 1989 ist das Institut für Rebenzüchtung und Rebenveredlung der Forschungsanstalt Geisenheim als systematischer Erhaltungszüchter der Unterlagssorte Börner mit dem Klon 1 Gm in die Sortenliste eingetragen.

## Ampelografische Merkmale
Bei der Sorte Börner handelt es sich um einen rankenden Strauch. Die Sprossachsen sind kantig, weinrot bis weinrot gestreift und kurz borstig behaart. Die Triebspitze ist offen, gelbbräunlich-grün, weißlich überzogen, karminrötlich umrandet und dicht wollig behaart. Die dreiteiligen Ranken sind weinrot mit einzelnen Wollhaaren.
Die wechselständig angeordneten Laubblätter sind in Blattstiel und Blattspreite gegliedert. Bei jungen Laubblättern besitzen die Mittellappen der Blattspreiten lange Spitzen und sind gelbbräunlich-grün, schwach blasig, glänzend, an Oberseite spinnwebig, an der Unterseite dicht borstig behaart mit gelb-grünen, dicht kurzborstig behaarten Blattadern. Beim relativ großen ausgewachsenen Laubblatt ist die dunkelgrüne Blattspreite breit keil- bis herzförmig, schwach dreilappig mit schwach ausgeprägten Buchten und u- bis lyra-förmiger Stielbucht; ihre Blattoberseite ist dunkel schwach glänzend. Die Basisblätter sind überlappend.
Blütenökologisch handelt es sich um einen männlichen Scheinzwitter mit meist sechs Staubbeuteln.

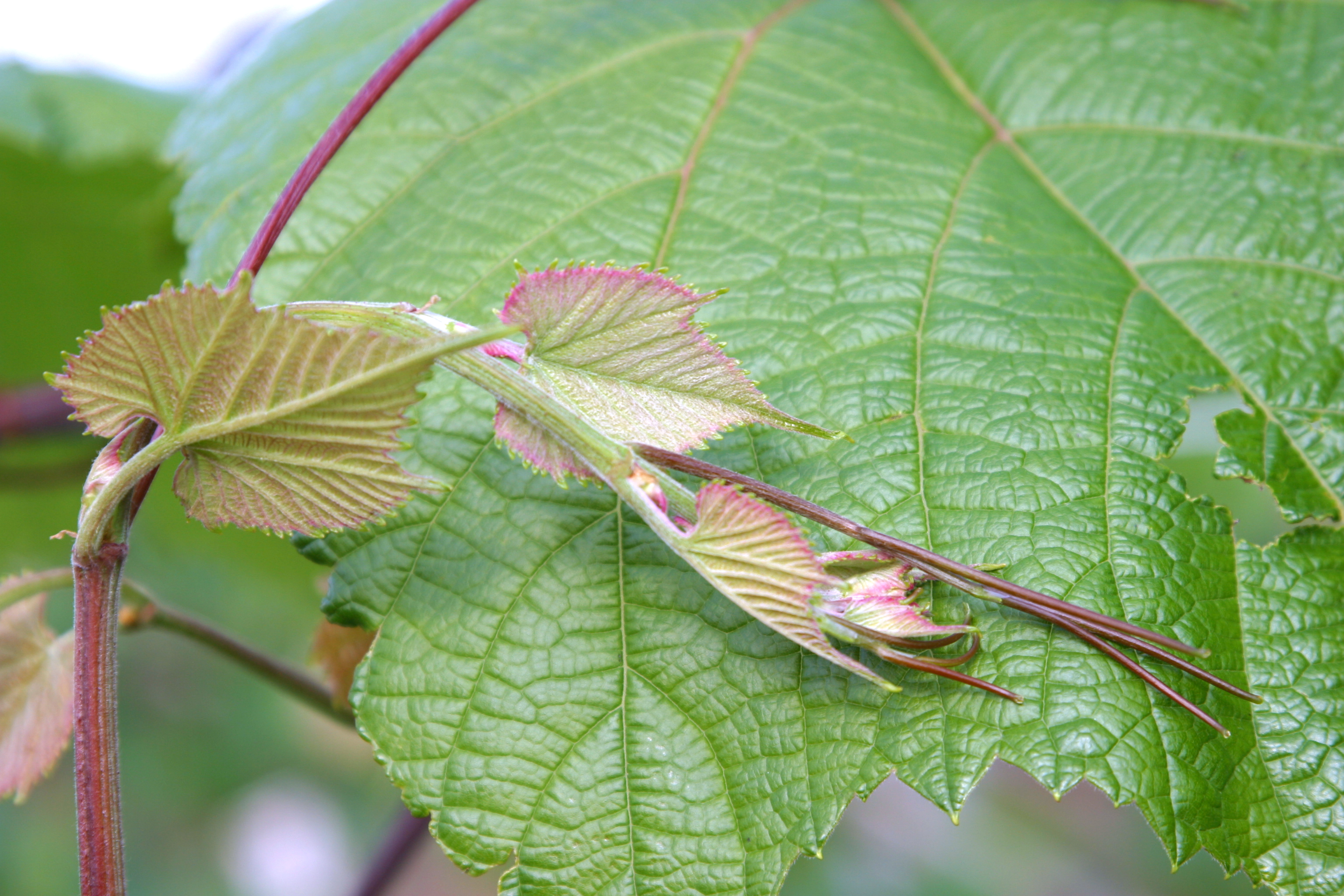
Sprossspitze
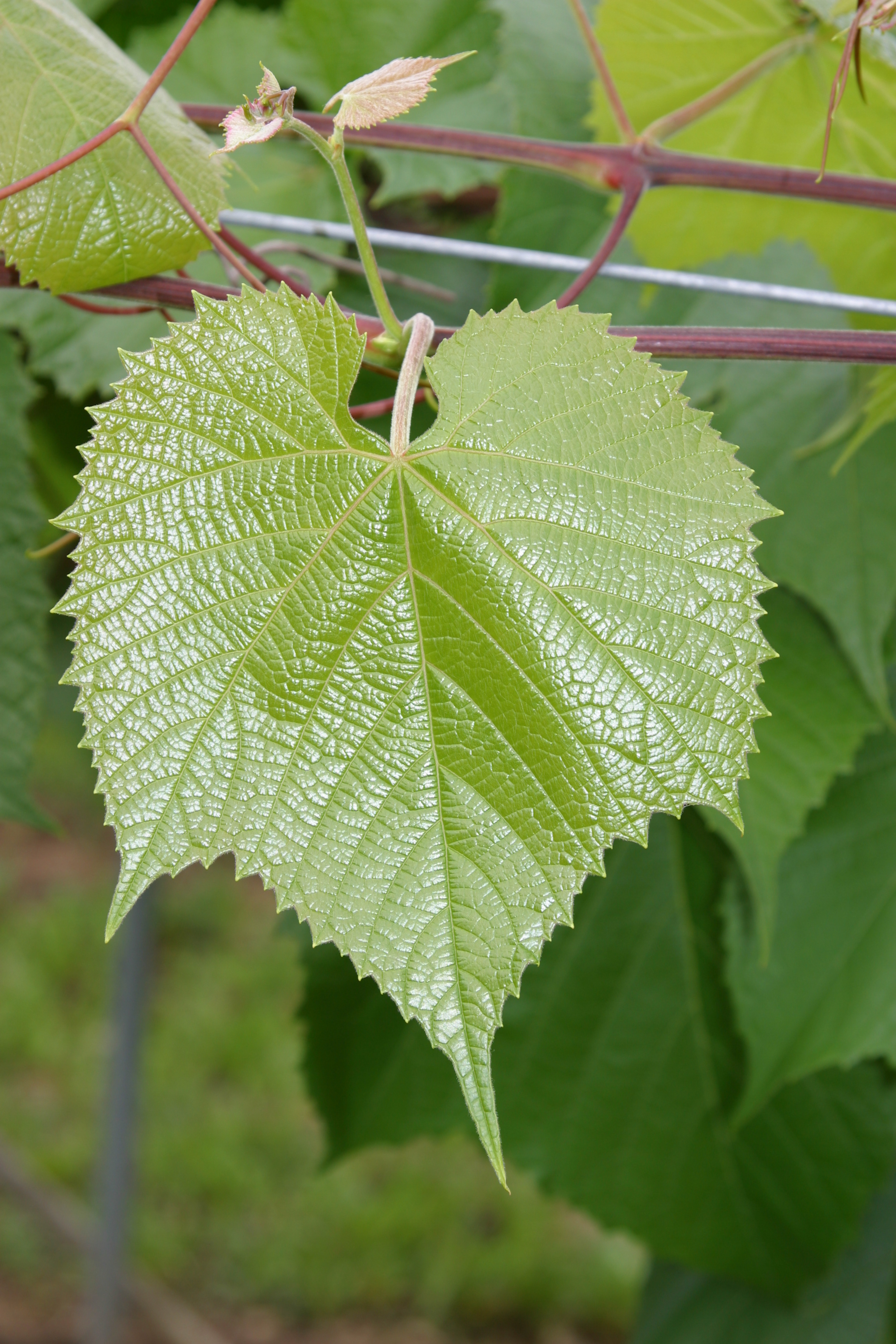
Junges Laubblatt
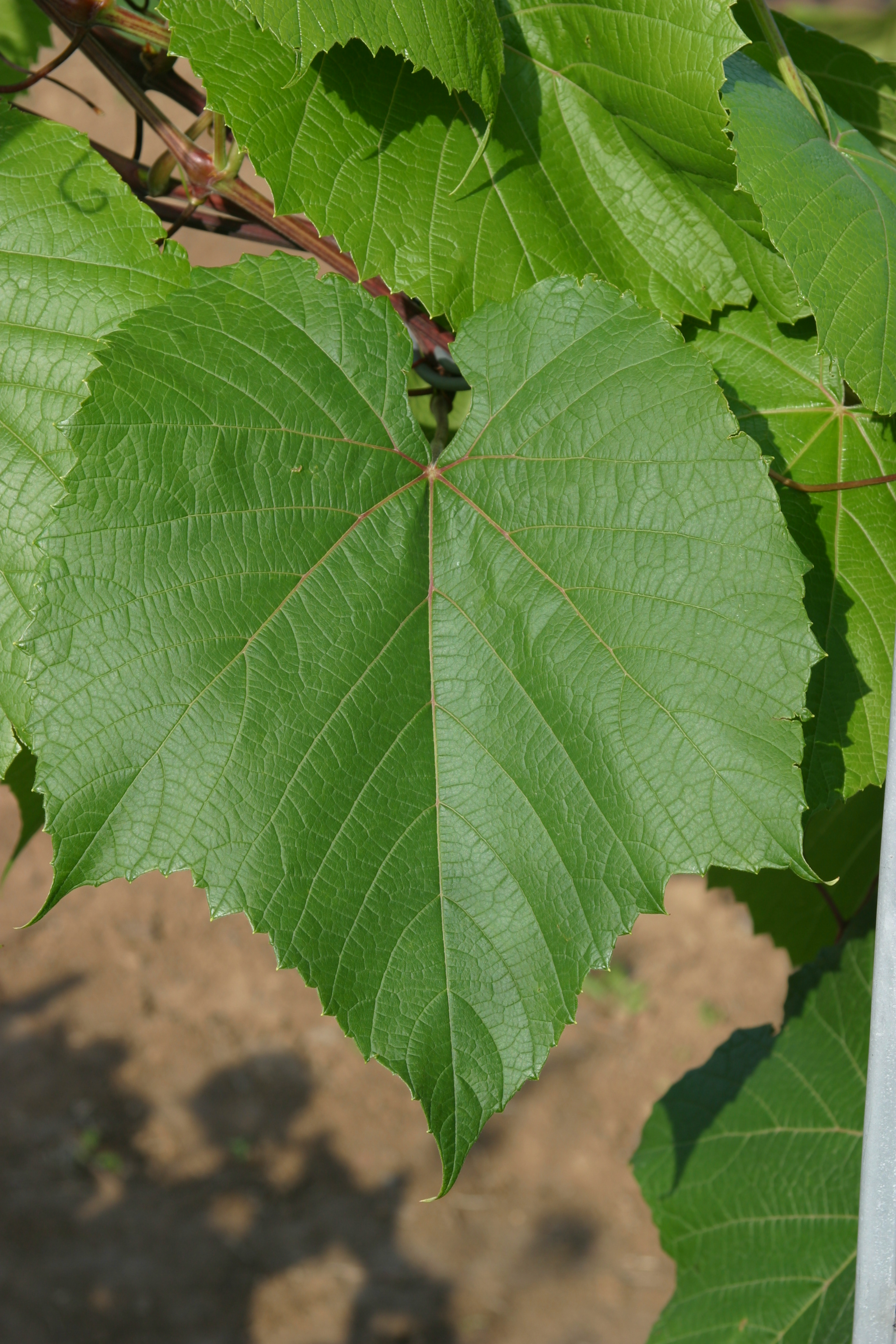
Laubblatt
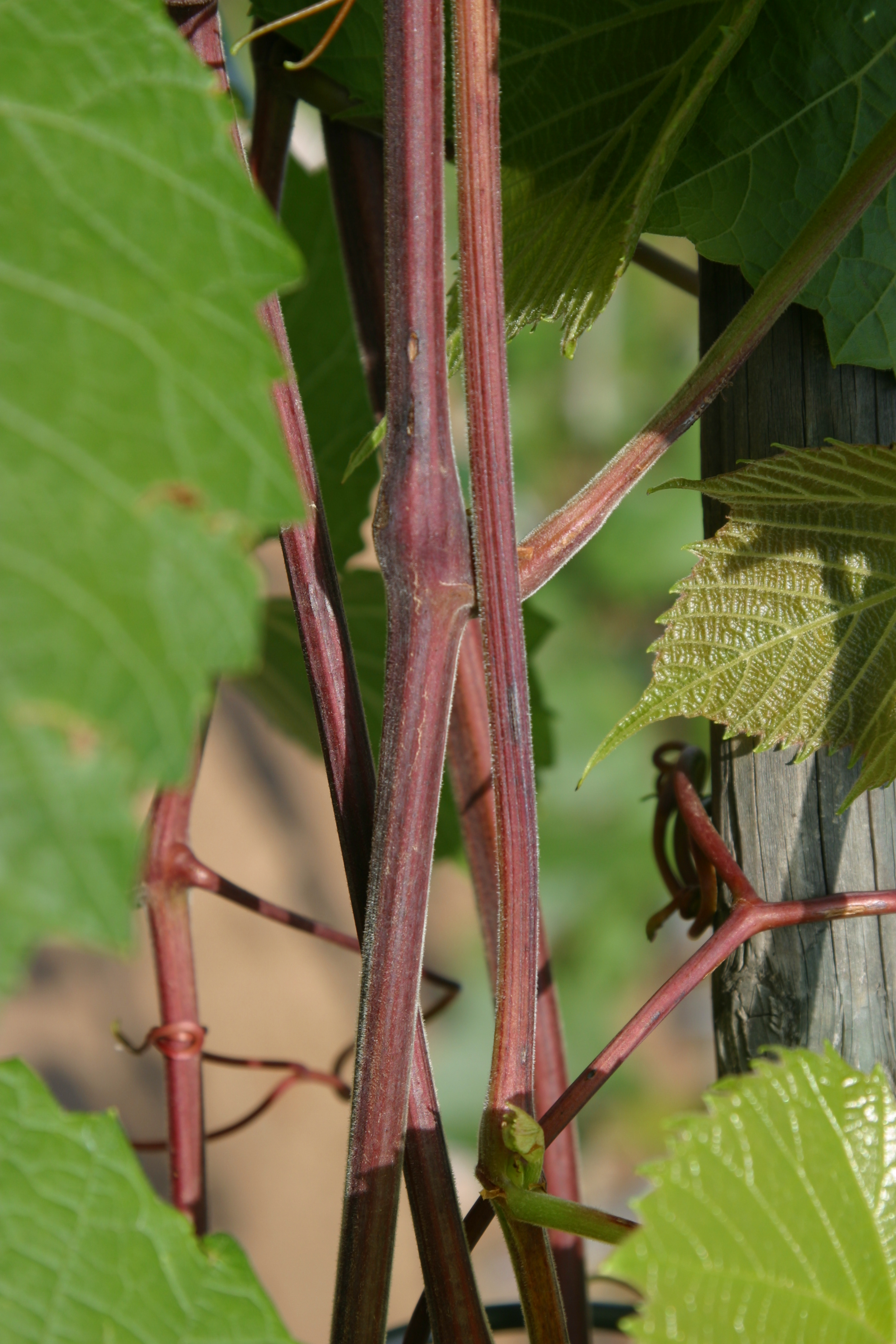
Sprossachsen mit Rinde

## Eigenschaften – Verwendung
Die Unterlagsrebe Börner verleiht der Edelsorte einen mittelstarken bis starken Wuchs. Die Wurzeln wachsen halbtief. Auf Grund nekrotischer Reaktionen nach dem Anstich durch die Blattreblaus können diese keine Gallen bilden und sich damit oberirdisch nicht vermehren. Sehr von Vorteil ist die Reblausimmunität gegen die Wurzelreblaus. Sie ist auch teilresistent gegen Nematodenbefall, womit Viren nur wenig übertragen werden. Die Verträglichkeit mit Edelreisern (Sorten) und die Adaption an die Böden ist gut. Sie besitzt nur eine mittlere Kalkverträglichkeit, hat eine gute Widerstandsfähig gegen Winterfrost und eine gute Trockenheitsresistenz. Bei Staunässe im Frühjahr zeigt sie Chlorose.
Börner kann wegen ihrer Reblausimmunität auch auf stark reblausverseuchtem Boden ausgepflanzt werden. Für kalkreiche, zur Verdichtung neigende, schwer erwärmbare und nasse Böden ist sie ungeeignet. In diesen Fällen bekommt sie starke Chlorose. Gut geeignete für diese Unterlage sind leicht erwärmbare, skelettreiche, zur Trockenheit neigende, tiefgründige Böden.